# Antonio Lucarelli
Antonio Lucarelli (Acquaviva delle Fonti, 20 marzo 1874 – Acquaviva delle Fonti, 10 settembre 1952) è stato uno storico, e meridionalista italiano, autore di numerosi studi sul socialismo e sul movimento operaio, nonché su particolari aspetti del Risorgimento e del brigantaggio in Puglia e nell'Italia meridionale.

## Biografia
Nacque da Saverio Lucarelli e Angela Demarinis. Laureatosi in Lettere presso l'Università di Roma, ritornò nel centro natale, dove insegnò per breve tempo nel ginnasio locale. Vinto il concorso per professore di ruolo, venne assegnato al liceo di Mistretta, in Sicilia, e poi a quello di Bari. Dal ramo materno, ovvero dalla nonna Stella Bruno, discende dai baroni Molignani, famiglia aristocratica di Acquaviva delle Fonti (il cui capostipite è Simone Molignano nato nel XV secolo) proveniente da Sorrento. 
Durante gli anni d'insegnamento, Lucarelli – profondo studioso di storia patria – si dedicò a opere come Il Sergente Romano del 1922 (poi rifatto nel 1946) e Il brigantaggio politico nel Mezzogiorno d'Italia uscito per Laterza nel 1942. Con questi contributi individuò nelle due principali epoche del brigantaggio meridionale – quella preunitaria (tra il 1815 e 1818) e quella postunitaria – una forma di ribellione sociopolitica contro l'oppressione del colonizzatore di turno che si configurava come il primo esempio di lotta di classe, da cui in seguito sarebbe scaturito il socialismo.
In relazione poi al tema specifico del socialismo, Lucarelli studiò, in particolare, le figure di Carlo Cafiero, di Attanasio Dramis, di Giuseppe Fanelli e di Carmelo Palladino, curando anche la ristampa di un volume di Carlo Rosselli (su Turati e il movimento socialista), del quale era stato amico e corrispondente, così come lo era stato di Pietro Nenni. Tuttavia, la sua opera principale, conosciuta da Antonio Gramsci e lodata da Benedetto Croce, è La Puglia nel Risorgimento, uscita in quattro volumi tra il 1931 e il 1953, nella quale esaltò il contributo dato dalla sua regione al Risorgimento italiano.
Fu anche studioso di problemi agricoli e specialmente di viticultura, facendo venire dalla scuola di Montpellier il giovane viticultore Vaucher, a cui si deve in gran parte la ricostruzione del vigneto pugliese distrutto dalla fillossera e studiò musica con Filippo Cortese. Premiato dall'Accademia dei Lincei, socio dell'Accademia Pontaniana, nel 1944 promosse il "Centro permanente per i problemi del Mezzogiorno". Al suo nome è legato un apposito fondo archivistico di documenti manoscritti nella Biblioteca provinciale di Bari.

## Ascendenza[7]
|                         |                    |                                        | Genitori                           |  |  | Nonni |  |  | Bisnonni           |  |  | Trisnonni          |  |
|                         |                    |                                        |                                    |  |  |       |  |  | Giuseppe Lucarelli |  |  | Domenico Lucarelli |  |
|                         |                    |                                        |                                    |  |  |       |  |  | Giuseppe Lucarelli |  |  | Domenico Lucarelli |  |
|                         |                    | Maria Francesca Mastrorocco            |                                    |  |  |       |  |  | Giuseppe Lucarelli |  |  |                    |  |
| Antonio Lucarelli       |                    |                                        |                                    |  |  |       |  |  | Giuseppe Lucarelli |  |  |                    |  |
|                         |                    | Maria Giuseppa Lattarulo               |                                    |  |  |       |  |  |                    |  |  |                    |  |
|                         |                    |                                        |                                    |  |  |       |  |  |                    |  |  |                    |  |
|                         |                    |                                        |                                    |  |  |       |  |  |                    |  |  |                    |  |
| Saverio Lucarelli       |                    |                                        |                                    |  |  |       |  |  |                    |  |  |                    |  |
|                         |                    | Vito Antonio Limitone                  | Giacomo Limitone                   |  |  |       |  |  |                    |  |  |                    |  |
|                         |                    | Vito Antonio Limitone                  | Giacomo Limitone                   |  |  |       |  |  |                    |  |  |                    |  |
|                         |                    | Vito Antonio Limitone                  | Maria Giuseppa Carnevale           |  |  |       |  |  |                    |  |  |                    |  |
| Maria Giuseppa Limitone |                    | Vito Antonio Limitone                  |                                    |  |  |       |  |  |                    |  |  |                    |  |
|                         |                    | Maria Ruscigno                         | Martino Ruscigno                   |  |  |       |  |  |                    |  |  |                    |  |
|                         |                    | Maria Ruscigno                         | Martino Ruscigno                   |  |  |       |  |  |                    |  |  |                    |  |
|                         |                    | Maria Ruscigno                         | Maria Domenica Tamboja             |  |  |       |  |  |                    |  |  |                    |  |
| Antonio Lucarelli       |                    | Maria Ruscigno                         |                                    |  |  |       |  |  |                    |  |  |                    |  |
|                         | Michele De Marinis | Giuseppe De Marinis                    |                                    |  |  |       |  |  |                    |  |  |                    |  |
|                         | Michele De Marinis | Giuseppe De Marinis                    |                                    |  |  |       |  |  |                    |  |  |                    |  |
|                         | Michele De Marinis | Rosa Bonavoglia                        |                                    |  |  |       |  |  |                    |  |  |                    |  |
| Vito Antonio De Marinis | Michele De Marinis |                                        |                                    |  |  |       |  |  |                    |  |  |                    |  |
|                         |                    | Orsola Racano                          | Nicola Racano                      |  |  |       |  |  |                    |  |  |                    |  |
|                         |                    | Orsola Racano                          | Nicola Racano                      |  |  |       |  |  |                    |  |  |                    |  |
|                         |                    | Orsola Racano                          | Vincenza Somma                     |  |  |       |  |  |                    |  |  |                    |  |
| Angela Demarinis        |                    | Orsola Racano                          |                                    |  |  |       |  |  |                    |  |  |                    |  |
|                         |                    | Vito Paolo Francesco Bruno             | Marino Vingenzo Bruno              |  |  |       |  |  |                    |  |  |                    |  |
|                         |                    | Vito Paolo Francesco Bruno             | Marino Vingenzo Bruno              |  |  |       |  |  |                    |  |  |                    |  |
|                         |                    | Vito Paolo Francesco Bruno             | Maria Carmina Anzelmo              |  |  |       |  |  |                    |  |  |                    |  |
| Stella Bruno            |                    | Vito Paolo Francesco Bruno             |                                    |  |  |       |  |  |                    |  |  |                    |  |
|                         |                    | Angela Maria Francesca Paola Selvaggio | Giuseppe Nicola Vincenzo Selvaggio |  |  |       |  |  |                    |  |  |                    |  |
|                         |                    | Angela Maria Francesca Paola Selvaggio | Giuseppe Nicola Vincenzo Selvaggio |  |  |       |  |  |                    |  |  |                    |  |
|                         |                    | Angela Maria Francesca Paola Selvaggio | Antonia Maria Vincenza Giusto      |  |  |       |  |  |                    |  |  |                    |  |
|                         |                    | Angela Maria Francesca Paola Selvaggio |                                    |  |  |       |  |  |                    |  |  |                    |  |

## Opere principali
- Saggio sulla geografia storica della Japigia, 2 voll., Vecchi, Trani 1899-1903.
- Acquaviva delle Fonti in Terra di Bari dalle origini al 1799, Giovinazzo,1904
- Il sergente Romano: notizie e documenti riguardanti la reazione e il brigantaggio pugliese del 1860, Soc. Tip. Pugliese, Bari 1922.
- Saggio sui ditterii pugliesi: proverbi e modi dialettali, Soc. Tip. Pugliese, Bari 1923 (poi Forni editore nel 1980).
- La città di Acquaviva delle Fonti nella vita pugliese del secolo XIX, Soc. Tip. Pugliese, Bari 1927.
- La Puglia nel Risorgimento. Storia documentata, 4 voll., Vecchi, Trani 1931-1953
- Il brigantaggio politico del Mezzogiorno d'Italia dopo la seconda restaurazione borbonica (1815-1818): Gaetano Vardarelli e Ciro Annicchiarico, Laterza, Bari 1942.
- Il brigantaggio politico nelle Puglie dopo il 1860. Il sergente Romano, Laterza, Bari 1946.
- Carlo Cafiero. Saggio di una storia documentata del socialismo, Vecchi, Trani 1947.
- Giuseppe Fanelli nella storia del Risorgimento e del socialismo italiano: documenti e notizie, Vecchi, Trani 1952.